# Közép-Európai Formula–4-bajnokság
A Közép-Európai Formula–4-bajnokság (hivatalos nevén Formula 4 CEZ Championship a FIA által hitelesítve) egy Formula–4-es együléses autóverseny sorozat, szabályait a Nemzetközi Automobil Szövetség (FIA) határozza meg, a Cseh Autóklub (ACCR; cseh : Autoklub České republiky (AČR) ) és a Krenek Motorsport szervezi és hirdeti. A bajnokság 2022-ben indult kupaként, majd 2023-ban bajnoki státuszt kapott.

## Autó
A mezőny a Tatuus cég által gyártott és épített szénszálas monokok kasztnis Tatuus F4-T421 autókat használja. A 2022-es szezonban a régebbi generációs Tatuus F4-T014-es autók indulhattak a bajnokságban az újabb generációs Tatuus F4-T421 autók késése miatt, de a régebbi F4-T014-es autók azonban nem vehettek részt a 2023-as szezonban az FIA tanúsítási folyamata miatt.

## Bajnokok

### Versenyzők
| Szezon | Versenyző    | Csapat            | Versenyek | Pole-pozíció | Győzelem | Dobogós helyezés | Leggyorsabb kör | Pont |
| ------ | ------------ | ----------------- | --------- | ------------ | -------- | ---------------- | --------------- | ---- |
| 2022   | Kovács Zénó  | Racing Trevor     | 6/7       | 3            | 2        | 7                | 3               | 70   |
| 2023   | Ethan Ischer | Jenzer Motorsport | 14/14     | 5            | 8        | 10               | 7               | 263  |
| 2024   | Oscar Wurz   | Jenzer Motorsport | 17/18     | 1            | 2        | 14               | 6               | 301  |

### Csapatok
| Szezon | Csapat            | Pole-pozíció | Győzelem | Dobogós helyezés | Leggyorsabb kör | Pont |
| ------ | ----------------- | ------------ | -------- | ---------------- | --------------- | ---- |
| 2023   | Jenzer Motorsport | 6            | 11       | 29               | 7               | 549  |
| 2024   | Jenzer Motorsport | 1            | 8        | 24               | 10              | 599  |

## Magyarok a bajnokságban
| Versenyző     | Mettől-meddig |
| ------------- | ------------- |
| Kovács Zénó   | (2022)        |
| Michl Olivér  | (2023)        |
| Gáspár Benett | (2025)        |